# M/S Odil
M/S Odil, tidigare Färja 61/280, är en finländsk vägfärja, som senast använts som reservfärja av Finferries på rutter i Nagu-arkipelagen.
M/S Odil byggdes på Kalmar varv och levererades i maj 1970 till Statens vägverk som Färja 61/280. Hon sattes i november samma år in på Fårösundsleden, där hon sedan gick till 1992, från 1988 som reservfärja omdöpt till Bodilla. Hon omdöptes 1994 till Odil. Åren 1992 sattes hon in på olika rutter, de senaste åren som färja i Vägverkets tjänst, 1998-2006, som reservfärja på Gräsöleden. 
M/S Odil såldes 2006 till finländska Vägförvaltningens färjerederi i Åbo. Hon byggdes om på Åbo Reparationsvarv i Nådendal och sattes från 2007 in som reservfärja på rutterna Pargas-Nagu och Nagu-Korpo. Hon togs ur trafik 2017 i samband med att Finferries tog Elektra i bruk som ny huvudfärja där.